# Rafael Azcona
Rafael Azcona Fernández (Logroño, 24 de octubre de 1926-Madrid, 24 de marzo de 2008) fue un novelista y guionista español conocido por películas como El pisito, Plácido, El verdugo, La escopeta nacional, Belle époque o La niña de tus ojos.

## Biografía
Considerado por muchos el mejor guionista español de la historia, es el guionista con mayor número de Premios Goya (6) y nominaciones (12) en las categorías de mejor guion original y mejor guion adaptado, además del Goya de Honor que recibió en 1998.
Comenzó su trayectoria profesional como novelista y desde 1951 colaboró con revistas humorísticas como La codorniz. Gracias a la adaptación de la novela El pisito, que dirigió el italiano Marco Ferreri en 1959, entró en el mundo del cine, que ya nunca abandonaría.
Según sus palabras, escribía guiones "porque me resulta más fácil que escribir novelas".
Sus primeros guiones, como El pisito, El cochecito o El verdugo, retratan su época y denuncian la pobreza de entonces. Siempre colaboró con directores que compartieran su interés por reflejar la realidad española en el cine.
En 1999 reescribió su primera novela, El pisito, que según el crítico Juan Antonio Ríos Carratalá, responsable de la nueva edición, es «a todos los efectos, un relato escrito en 1999, basado en una película que, a su vez, se inspiró en una novela de 1957».
Murió a los 81 años de edad, de cáncer de pulmón en su casa de Madrid. Como escritor creó personajes tan característicos de una época como el renombrado «repelente niño Vicente» o «el señor bajito».
En su honor tiene dedicado el nombre de sendas calles en Logroño y en Villamediana de Iregua. La biblioteca pública municipal de Logroño, situada en el barrio de Madre de Dios, también lleva su nombre. En marzo del 2012 se inauguró la sede de la Filmoteca Rafael Azcona en la Sala Gonzalo de Berceo, situada en una de las zonas peatonales del centro de Logroño.

## Escritor
Fue un importante escritor de la generación de los autores de medio siglo. Compañeros como Ignacio Aldecoa, Juan García Hortelano o Rafael Sánchez Ferlosio influyeron en su forma de hacer literatura y cine. Como referentes históricos toman parte Quevedo, Valle-Inclán o Camilo José Cela. A partir de ellos se forma su visión de la realidad de España. Posee una destacable capacidad de observación así como un escepticismo en temas sociales y políticos. En sus obras se ve la preferencia que tiene por las clases sociales medias y por el humor negro. Este último se vio potenciado por la revista La Codorniz, en la que llegó a escribir. Usa la ironía, así como el tema de la muerte y la vejez. Rechaza, además, las instituciones tradicionales como la familia, el clero o el ejército. Muestra una visión descarnada del sexo así como una pasión por objetos fetichistas.

## Filmografía seleccionada
| Año  | Película                            | Director                     |
| ---- | ----------------------------------- | ---------------------------- |
| 1959 | El pisito                           | Marco Ferreri                |
| 1960 | El cochecito                        | Marco Ferreri                |
| 1961 | El secreto de los hombres azules    | Edmond Agabra                |
| 1961 | Plácido                             | Luis García Berlanga         |
| 1962 | Mafioso                             | Alberto Lattuada             |
| 1962 | Las cuatro verdades (segmento)      | Luis García Berlanga         |
| 1963 | Una storia moderna: l'ape regina    | Marco Ferreri                |
| 1963 | El verdugo                          | Luis García Berlanga         |
| 1964 | Se acabó el negocio                 | Marco Ferreri                |
| 1964 | Controsesso (segmento)              | Marco Ferreri                |
| 1964 | Un rincón para querernos            | Ignacio Iquino               |
| 1965 | La esposa americana                 | Gian Luigi Polidoro          |
| 1965 | Oggi, domani, dopodomani (segmento) | Marco Ferreri                |
| 1966 | Marcha nupcial                      | Marco Ferreri                |
| 1966 | L'estate                            | Paolo Spinola                |
| 1967 | Qué dulce es morir así              | Ugo Tognazzi                 |
| 1967 | El harén                            | Marco Ferreri                |
| 1967 | Peppermint frappé                   | Carlos Saura                 |
| 1967 | Las pirañas                         | Luis García Berlanga         |
| 1968 | L'uomo dei cinque palloni           | Marco Ferreri                |
| 1968 | Tuset Street                        | Luis Marquina                |
| 1969 | La madriguera                       | Carlos Saura                 |
| 1970 | Las secretas intenciones            | Antonio Eceiza               |
| 1973 | La gran comilona                    | Marco Ferreri                |
| 1974 | No tocar a la mujer blanca          | Marco Ferreri                |
| 1974 | La revolución matrimonial           | José Antonio Nieves Conde    |
| 1976 | El anacoreta                        | Juan Estelrich               |
| 1978 | Un hombre llamado Flor de Otoño     | Pedro Olea                   |
| 1978 | La escopeta nacional                | Luis García Berlanga         |
| 1980 | El divorcio que viene               | Pedro Masó                   |
| 1981 | Patrimonio nacional                 | Luis García Berlanga         |
| 1982 | Nacional III                        | Luis García Berlanga         |
| 1982 | Bésame, tonta                       | Fernando González de Canales |
| 1985 | La corte de Faraón                  | José Luis García Sánchez     |
| 1985 | La vaquilla                         | Luis García Berlanga         |
| 1986 | El año de las luces                 | Fernando Trueba              |
| 1987 | El bosque animado                   | José Luis Cuerda             |
| 1987 | El pecador impecable                | Augusto Martínez Torres      |
| 1988 | Soldadito español                   | Antonio Giménez-Rico         |
| 1990 | ¡Ay, Carmela!                       | Carlos Saura                 |
| 1992 | Belle époque                        | Fernando Trueba              |
| 1994 | Suspiros de España (y Portugal)     | José Luis García Sánchez     |
| 1996 | La Celestina                        | Gerardo Vera                 |
| 1998 | La niña de tus ojos                 | Fernando Trueba              |
| 1998 | Una pareja perfecta                 | Francesc Betriu              |
| 1999 | La lengua de las mariposas          | José Luis Cuerda             |
| 2001 | Son de mar                          | Bigas Luna                   |
| 2008 | Los girasoles ciegos                | José Luis Cuerda             |
| 2011 | Los muertos no se tocan, nene       | José Luis García Sánchez     |

Basada en su novela Los europeos, en 2020 se estrenó la película homónima dirigida por Víctor García León y protagonizada por Raúl Arévalo, Juan Diego Botto, Carolina Lampedusa y Stephanie Caillard.

## Premios y candidaturas
Premios Goya
| Año  | Categoría            | Película                   | Resultado |
| ---- | -------------------- | -------------------------- | --------- |
| 1987 | Mejor guion          | El bosque animado          | Ganador   |
| 1987 | Mejor guion          | Moros y cristianos         | Nominado  |
| 1988 | Mejor guion original | Pasodoble                  | Nominado  |
| 1989 | Mejor guion original | El vuelo de la paloma      | Nominado  |
| 1990 | Mejor guion adaptado | ¡Ay, Carmela!              | Ganador   |
| 1992 | Mejor guion original | Belle époque               | Ganador   |
| 1993 | Mejor guion adaptado | Tirano Banderas            | Ganador   |
| 1996 | Mejor guion adaptado | Tranvía a la Malvarrosa    | Nominado  |
| 1997 | Goya de Honor        | Goya de Honor              | Ganador   |
| 1998 | Mejor guion original | La niña de tus ojos        | Nominado  |
| 1999 | Mejor guion adaptado | La lengua de las mariposas | Ganador   |
| 2001 | Mejor guion adaptado | Son de mar                 | Nominado  |
| 2008 | Mejor guion adaptado | Los girasoles ciegos       | Ganador   |

Medallas del Círculo de Escritores Cinematográficos
| Año  | Categoría                | Película                   | Resultado |
| ---- | ------------------------ | -------------------------- | --------- |
| 1963 | Mejor argumento original | El verdugo                 | Ganador   |
| 1967 | Mejor guion              | Peppermint frappé          | Ganador   |
| 1969 | Mejor guion              | Los desafíos               | Ganador   |
| 1976 | Mejor guion              | El anacoreta               | Ganador   |
| 1999 | Mejor guion adaptado     | La lengua de las mariposas | Ganador   |
| 2008 | Mejor guion adaptado     | Los girasoles ciegos       | Nominado  |

Otros
- 1982 - Premio Nacional de Cinematografía
- 1987 - Medalla de La Rioja
- 1994 - Medalla de Oro al Mérito en las Bellas Artes
- 2000 - Mejor guion en el Festival de Málaga por Adiós con el corazón
- 2006 - Premio Ricardo Franco del noveno Festival de Málaga
- 2007 - Galardón a las Bellas Artes de La Rioja

## Obra literaria publicada
- Vida del repelente niño Vicente (Madrid: Taurus, 1955)
- Los muertos no se tocan, nene (Madrid: Taurus, 1956), en Estrafalario (Madrid: Alfaguara, 1999)
- El pisito (1956), en Estrafalario (Madrid: Alfaguara, 1999)
- Los ilusos (Madrid: Arión, 1958)
- Memorias de un señor bajito (Barcelona: Ediciones G. P., 1950s)
- Pobre, paralítico y muerto (Madrid: Arión, 1960)
- Los europeos (París: Librairie des Éditions Espagnoles, 1960)
- El cochecito (1960), en Estrafalario (Madrid: Alfaguara, 1999)
- ¿Por qué nos gustan las guapas? Todo Azcona en La Codorniz. Volumen I. 1952-1955 (Logroño: Pepitas de Calabaza, 2012)
- ¿Son de alguna utilidad los cuñados? Todo Azcona en La Codorniz. Volumen II. 1956-1958 (Logroño: Pepitas de Calabaza, 2014)
- Repelencias. Todo Azcona en La Codorniz. Volumen III. 1952-1957 (Logroño: Pepitas de Calabaza, 2017)
- Viaje a una sala de fiestas y otros escritos dispersos. 1952-1959 (Logroño: Pepitas de Calabaza, 2018)

## Documentales sobre Rafael Azcona
- David Trueba (dir.) (2007). Oficio de guionista. Canal Plus.
- Fernando Olmeda (dir.) (2009). Imprescindibles: Rafael Azcona. RTVE.[21]